# Rikon
Rikon ist eine Ortschaft in der Gemeinde Zell ZH, einer politischen Gemeinde im Bezirk Winterthur des Kantons Zürich in der Schweiz. Rikons Mundartname: Rike.

## Lage und Geschichte
Das Dorf liegt 10 Kilometer südöstlich von Winterthur im Tal der Töss und erstreckt sich beidseits des Flusses. Es bildet den geografischen Mittelpunkt Zells und stellt mit den anderen drei ebenfalls in der Talsohle des Tösstals befindlichen Ortschaften Kollbrunn, Rämismühle und Zell den bevölkerungsstärksten Teil der Gemeinde.
Bekannt geworden ist Rikon wegen des oberhalb des Ortes im Wald gelegenen Tibet-Institut Rikon, ein „tibetisches Kloster“, das allerdings nicht als solches bezeichnet wird, da seit der Säkularisierungsbewegung in der Schweiz im 19. Jahrhundert Neugründungen von Klöstern bis 1973 nicht erlaubt waren.
Ebenfalls im Ort ansässig ist der Pfannenhersteller Kuhn Rikon, der durch seine unter dem Markennamen «Duromatic» hergestellten Schnellkochtöpfe Bekanntheit erlangte. Die Besitzer des damals noch «Heinrich Kuhn Metallwarenfabrik» genannten Unternehmens haben massgeblich zur Gründung des Tibet-Instituts beigetragen.

Luftbild (1958)

## Sehenswürdigkeiten
Töss-Wasserlehrpfad: 15 km Wanderweg mit erklärenden Schautafeln der Töss entlang bis Sennhof oder Bauma.

## Verkehr
Rikon hat eine Haltestelle an der Tösstallinie und wird halbstündlich von der S 26 Winterthur – Bauma – Rüti ZH  der S-Bahn Zürich bedient. In der Hauptverkehrszeit hält, seit dem Fahrplanwechsel im Dezember 2019, zudem stündlich die S 11 Aarau – Lenzburg – Dietikon – Zürich HB – Stettbach – Winterthur – Seuzach/Sennhof-Kyburg (– Wila) 